# Литовники (Жирятинский район)
Лито́вники — деревня в Жирятинском районе Брянской области, в составе Жирятинского сельского поселения. 
 Расположена на правом берегу реки Доброшовки, в 6 км к северу от села Жирятино. Население — 23 человека (2010).

## История
Упоминается с XVII века, как сельцо в составе Подгородного стана Брянского уезда. С 1861 по 1924 год в Княвицкой волости Брянского (с 1921 — Бежицкого) уезда; в 1924—1929 в Жирятинской волости. Состояла в приходе села Княвичи.
С 1929 в Жирятинском районе, а при его временном расформировании — в Жуковском (1932—1939), Брянском (1957—1985) районе. До 1959 года входила в Княвичский, Павловичский сельсовет; позднее в Жирятинском сельсовете.